# Bassevelle
Bassevelle je francouzská obec v departementu Seine-et-Marne v regionu Île-de-France. V roce 2012 zde žilo 345 obyvatel.

## Poloha obce
Obec leží u hranic departementu Seine-et-Marne s departementem Aisne, tedy i u hranic regionu Île-de-France s regionem Hauts-de-France. Sousední obce jsou: Boitron, Bussières, Hondevilliers, Charly-sur-Marne (Aisne), Nogent-l'Artaud (Aisne), Orly-sur-Morin, Pavant (Aisne) a Sablonnières.

## Vývoj počtu obyvatel
Počet obyvatel